# Richard Blaze
Pas d'image ? Cliquez ici

a Compétitions nationales et continentales officielles uniquement.

Dernière mise à jour le 15 avril 2020.
Richard James Blaze, né le 19 avril 1985 à Birmingham, est un joueur et entraîneur anglais de rugby à XV qui évolue au poste de deuxième ligne.

## Biographie
Richard Blaze connaît des sélections internationales avec l'équipe d'Angleterre des moins de 21 ans et l'équipe d'Angleterre A, appelée England Saxons.

## Carrière d'entraîneur
| Saison      | Club             | Division    | Poste  | Classement             | Coupe d'Europe                | Challenge européen |
| ----------- | ---------------- | ----------- | ------ | ---------------------- | ----------------------------- | ------------------ |
| 2011 - 2012 | Leicester Tigers | Premiership | Avants | Défaite en finale      | Éliminé en poule              | -                  |
| 2012 - 2013 | Leicester Tigers | Premiership | Avants | Champion d'Angleterre  | Éliminé en quart-de-finale    | -                  |
| 2013 - 2014 | Leicester Tigers | Premiership | Avants | Éliminé en demi-finale | Éliminé en quart-de-finale    | -                  |
| 2014 - 2015 | Leicester Tigers | Premiership | Avants | Éliminé en demi-finale | Éliminé en poule              | -                  |
| 2015 - 2016 | Leicester Tigers | Premiership | Avants | Éliminé en demi-finale | Éliminé en demi-finale        | -                  |
| 2016 - 2017 | Leicester Tigers | Premiership | Avants | Éliminé en demi-finale | Éliminé en poule              | -                  |
| 2020 - 2021 | Wasps            | Premiership | Avants | 8e                     | Éliminé en huitième de finale | -                  |